# Soirée pyjama

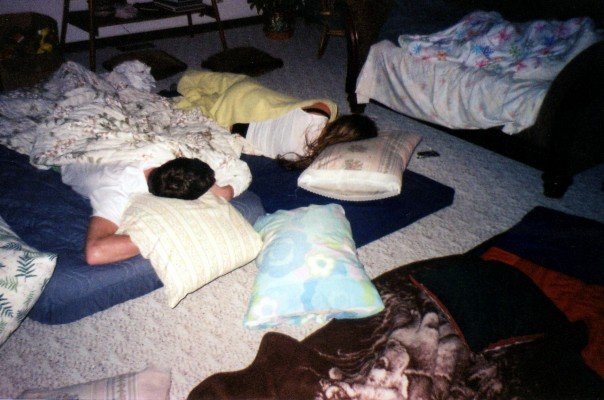
Invités d'une soirée pyjama endormis après la fête.

Une soirée pyjama est, dans la culture occidentale, un type de fête privée dans laquelle les participants sont vêtus d'un pyjama, et veillent plus ou moins tard dans la soirée et la nuit, parlant et jouant jusqu'à être gagnés par le sommeil, parfois jusqu'à faire une nuit blanche.

## Historique
Les soirées pyjama apparaissent entre 1920 et 1925 aux États-Unis et au Canada[réf. nécessaire].

## Description et activités
Les soirées pyjama réunissent généralement des enfants, des adolescents ou des jeunes gens. Elles sont parfois célébrées pour une occasion particulière, par exemple combinées à une fête d'anniversaire. En principe, les participants à une soirée pyjama ne vivent pas ensemble le reste du temps, et l'un d'entre eux est l'hôte des autres, ces derniers apportant leur oreiller et leur sac de couchage si nécessaire, ainsi que leurs affaires personnelles (brosse à dents, etc.). Des soirées pyjama peuvent également être organisées dans des lieux publics.
Parmi les différentes activités pouvant être pratiquées au cours d'une soirée pyjama, on peut jouer à un jeu de société ou aux jeux vidéo (notamment faire une lan-party), regarder un film ou une série à la télévision ou en vidéo, écouter de la musique, se maquiller, se coiffer et s'appliquer des soins cosmétiques (masques de beautés, etc.), réaliser un canular téléphonique, engager une bataille de polochons ou de chatouilles, jouer à des jeux tels qu'Action ou vérité ?, le jeu de la bouteille, etc.

## Pour adultes
Certains adultes organisent également des soirées pyjama, avec une certaine forme de régression, et parfois une connotation sexuelle. Il existe également des soirées pyjama étudiantes.

## Analyse
Pour le Chicago Tribune, les soirées pyjamas constituent un « rite de passage ».